# General Toševo
General Toševo (búlgaro:Генерал Тошево) é uma cidade da Bulgária, localizada no distrito de Dobrich. A sua população era de 7,130 habitantes segundo o censo de 2010.

## População
| General Toševo | General Toševo | General Toševo | General Toševo | General Toševo | General Toševo | General Toševo | General Toševo | General Toševo | General Toševo | General Toševo | General Toševo | General Toševo | General Toševo | General Toševo | General Toševo | General Toševo | General Toševo | General Toševo | General Toševo |
| --- | -------------- | -------------- | -------------- | -------------- | -------------- | -------------- | -------------- | -------------- | -------------- | -------------- | -------------- | -------------- | -------------- | -------------- | -------------- | -------------- | -------------- | -------------- | -------------- |
| Ano | 1887           | 1910           | 1934           | 1946           | 1956           | 1965           | 1975           | 1985           | 1992           | 2001           | 2002           | 2003           | 2004           | 2005           | 2006           | 2007           | 2008           | 2009           | 2010           |
| População |                |                |                | …              | …              | 8,249          | 8,931          | 9,233          | 8,955          | 8,105          | 8,042          | 7,922          | 7,782          | 7,618          | 7,530          | 7,452          | 7,350          | 7,258          | 7,130          |
| Fontes: Instituto Nacional de Estatísticas, „citypopulation.de“, „pop-stat.mashke.org“, Bulgarian Academy of Sciences |                |                |                |                |                |                |                |                |                |                |                |                |                |                |                |                |                |                |                |